# Charles Duval (1800-1876)
Pour les articles homonymes, voir Charles Duval et Duval.
Cet article ne doit pas être confondu avec Charles Duval (1873-1937), architecte lui aussi.
Charles Auguste Duval né à Beauvais le 5 juin 1800 et mort à Granville le 13 septembre 1870, est un architecte français du XIXe siècle connu pour avoir édifié plusieurs salles de spectacle parisiennes.

## Biographie

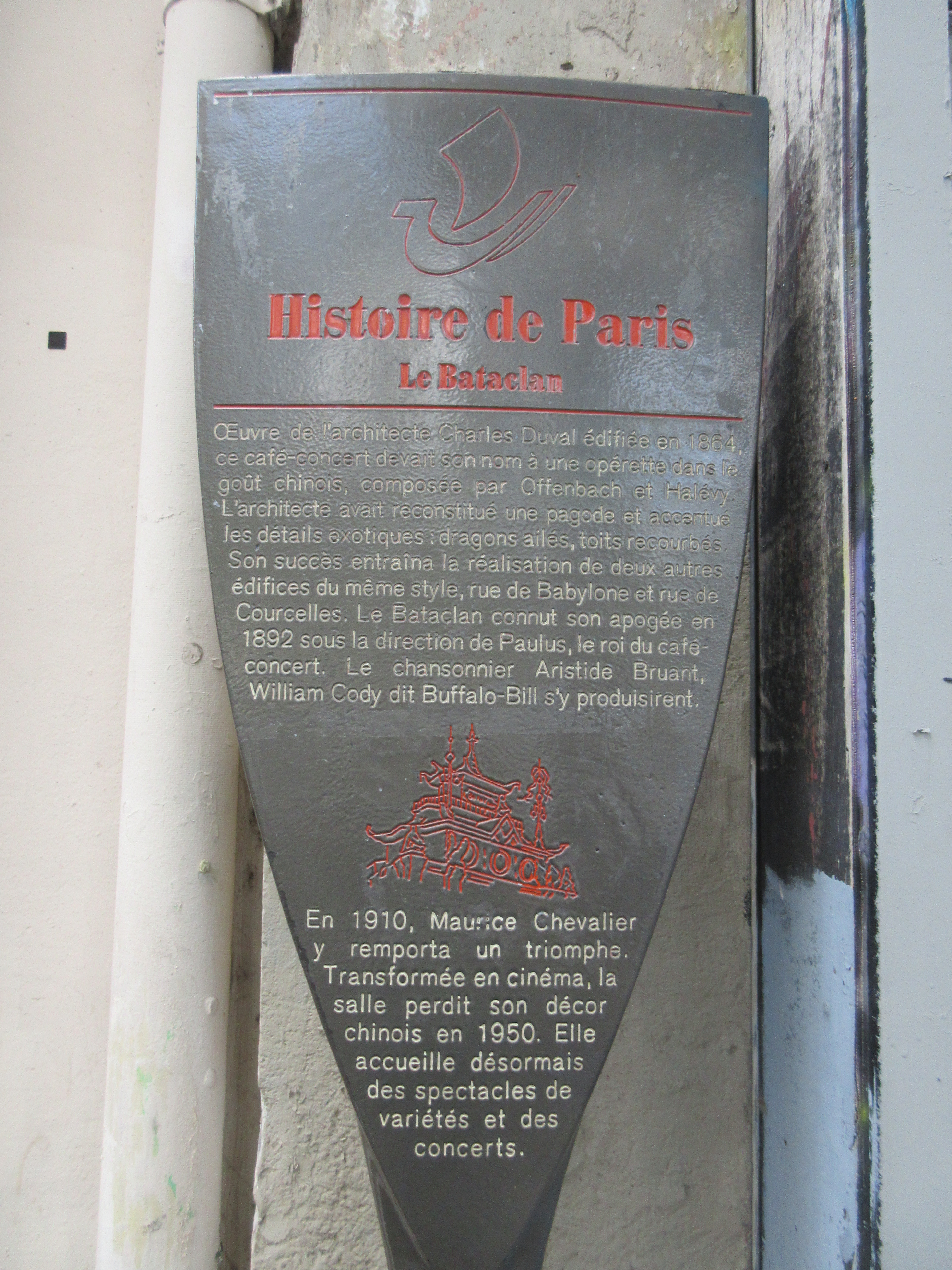
Panneau Histoire de Paris « Le Bataclan »

Né le 5 juin 1800 (16 Prairial an VIII du calendrier républicain), il est le fils de l'architecte de la ville de Beauvais Pierre Joseph Duval (1766-1831) et de Louise Victoire Geneviève Cuvelier. Élève de son père (il aurait souhaité être comédien), il deviendra comme lui architecte-géomètre.
Il se marie le 11 juillet 1824 à Beauvais avec Marie Françoise Célestine Vacquerie (née le 25 avril 1803 ou 5 Floréal an XI à Beauvais).
À Paris, il construit plusieurs hôtels particuliers, le Grand-Café Parisien du boulevard Saint-Martin en 1857, qui est alors le plus grand café du monde, l'Alcazar d'hiver, l'Eldorado en 1858, le Casino Cadet en 1859 et le Ba-Ta-Clan en 1864.
Il a aussi édifié le château de la Jonchère près de Brie-Comte-Robert et de nombreux immeubles et villas à Maisons-Laffitte.
Articulant souvent ses réalisations autour de thèmes exotiques (mauresques, chinois...), on peut qualifier son style d'éclectisme.
Plusieurs de ses édifices sont classés monument historique.
Il ne doit pas être confondu avec l'architecte de même nom Charles Duval (1873-1937) auteur de nombreuses réalisations dont l'aérium d'Arès dans le nord bassin d'Arcachon en Gironde, inscrit sur la liste des Monuments historiques le 4 mai 2000 (réf PA33000023).

## Sources
- Louis Auvray et Emile Bellier de la Chavinière, Dictionnaire général des artistes de l'École française depuis l'origine des arts du dessin jusqu'à nos jours, Paris
- Vie et Histoire du Xe arrondissement